# Геологоразведка (Башкортостан)
Геологоразве́дка (баш. Геологик разведка) — деревня в Абзелиловском районе Республики Башкортостан. Входит в Ташбулатовский сельсовет.
С 2005 г. имеет современный статус.

## География
Расположена на восточном берегу озера Сабакты (Чебачье), на севере примыкает к селу Ташбулатову. Находится в 33 км к северо-востоку от районного центпа села Аскарова, в 215 км к юго-востоку от столицы республики города Уфы и в 30 км к северо-западу от города Магнитогорска.
Имеется местная дорога от региональной автодороги 80К-026 Стерлитамак — Белорецк — Магнитогорск со стороны Ташбулатова, продолжающаяся на юг как автодорогу 80К-019 Озёрное отделение совхоза «Красная Башкирия» — Кусимовский рудник.
Ближайшая железнодорожная станция Ташбулатово на линии Карламан — Магнитогорск, известной как Башкирский БАМ, находится в 8,5 км к северо-востоку, в деревне Улянды.
В окрестностях деревни расположены археологические памятники «Банное» и «Урта-Тубе».

## История
Основана в 1960 году в связи с организацией базы Башкирского территориального геологического управления. Зарегистрирована как населённый пункт в 1994 году, до этого население учитывалось в составе села Кусимовского Рудника.
Статус деревни, сельского населённого пункта, посёлок получил согласно Закону Республики Башкортостан от 20 июля 2005 года № 211-з «О внесении изменений в административно-территориальное устройство Республики Башкортостан в связи с образованием, объединением, упразднением и изменением статуса населенных пунктов, переносом административных центров», ст.1:

6. Изменить статус следующих населенных пунктов, установив тип поселения - деревня:

1) в Абзелиловском районе:…

в) поселка Геологоразведка Кусимовского сельсовета
После упразднения Кусимовского сельсовета деревня включена в состав Ташбулатовского сельсовета (Закон Республики Башкортостан от 19.11.2008 № 49-з «Об изменениях в административно-территориальном устройстве Республики Башкортостан в связи с объединением отдельных сельсоветов и передачей населённых пунктов»).

## Население
| 2002 | 2009 | 2010 |
| ---- | ---- | ---- |
| 298  | ↗348 | ↗350 |

Национальный состав
Согласно переписи 2002 года, преобладающие национальности: башкиры (64 %), русские (30 %).

## Достопримечательности
Озёра Сабакты и Карабалыкты.